# Fla$hBackS
Fla$hBackS（フラッシュバックス）は2011年頃に結成された3人のMC兼DJ兼トラックメイカーからなる日本のヒップホップユニット。

## メンバー

### 現メンバー
- JJJ（ジェイジェイジェイ）（MC/DJ/トラックメイカー）

本名：相馬貴裕。1989年生まれの神奈川県川崎市出身。
トラックメイクをメインにしており、トラック集として2013年に「ggg」、2015年に「THOUSAND」をリリースする他、SoundCloud等でも発表している。2014年にメインMCも務めた1stソロアルバム「Yacht Club」をリリース。

2025年4月13日に死去。35歳没。

### 元メンバー
- KID FRESINO（キッド・フレシノ）（MC/DJ/トラックメイカー）

本名：佐々木寛明。1993年生まれでFebbの中学の同級生にあたる。DOGEAR RECORDS所属。
FebbがライブDJとして連れてきたのがきっかけで参加。元々はDJ、トラックメイクが中心だったが、jjjからラップするようトラックを渡され収録したものをSoundCloudに上げた所、DOGEAR RECORDSからオファーを受け、2013年に1stソロアルバム「HORSEMAN'S SCHEME」をリリース。それ以降ラッパーとしての活動も本格化させる。また2015年に2ndアルバム「Conq.u.er」をリリース。
2017年5月24日脱退。
- Febb as Young Mason（フェブ）（MC/DJ/トラックメイカー）

本名：安井誠一。1994年1月3日生まれ。
2011年にSPERB（TETRAD THE GANG OF FOUR）とのユニット「CRACKS BROTHERS」でEPを出すなどFla$hBackS以前から活動していた。別名義である「Young Mason」もTETRADのリーダーNIPPSの命名。
Fla$hBackSの他にA THUGやKNZZなどとDAWG MAFIA FAMILYとしても活動中。
2014年に1stソロアルバム「THE SEASON」をリリース。2017年には2ndアルバム『SO SOPHISTICATED』をリリース。
2018年2月15日死去。

## 来歴
- 元々jjjとFebbが共にYOUNG DRUNKERSというユニットと繋がりがあり、そのユニットを介して知り合ったのがきっかけで結成。
- FebbがライブDJとしてKID FRESINOを連れてきたその流れで加入。
- 2013年1月24日、フリーEP『FLY FALL』を1stアルバムに先駆け配信。
- 2013年2月13日、1stアルバム『FL$8KS』を発売。
- 2013年5月22日、KID FRESINOがDOGEAR RECORDSから1stフルアルバム『HORSEMAN'S SCHEME』を発売。当時KID FRSINOはラップ暦10ヶ月足らずだったがDOGEARの後押しもありラップアルバムを発売することになった。
- 2014年1月29日、febbがP-VINEから1stフルアルバム『The Season』を発売。同アルバムはBUDDHA BRANDのDEV LARGEが「ここ10年でナンバーワンの日本語ラップ」[7]などと評価するなど話題になった。
- 2014年6月27日に公開された映画『渇き。』に楽曲で参加した。[8]
- 2014年8月20日、KID FRESINOがDOGEAR RECORDSからフリーミックステープ『Shadin'』を発表。これ以降KID FRESINOは留学のためNYに拠点を移す。
- 2014年11月26日、jjjがSPACE SHOWER MUSICから1stフルアルバム『Yacht Club』を発売。
- 2015年9月23日、KID FRESINOがDOGEAR RECORDSから2ndフルアルバム『Conq.u.er』を発売。
- 2016年7月20日、KID FRESINOがC.O.S.A. × KID FRESINO名義でSUMMITからジョイントアルバム『Somewhere』を発売。それに伴い『SUMMIT Presents. "C.O.S.A. × KID FRESINO 「Somewhere」Release Live" Support by Carhartt』が新代田FEVER、club JB'Sにて開催された。
- 2016年10月16日、jjjがTBS系列で放送中のクイズ☆スター名鑑のOP曲を担当。
- 2017年1月8日、KID FRESINOの楽曲『Salve (feat. jjj)』がモヤモヤさまぁ〜ず2のEDに使用される。[9]
- 2017年1月25日、KID FRESINOがDOGEAR RECORDSから自身初EP『Salve』をリリース。同EPはペトロールズの三浦淳悟などが起用されておりバンドを迎えたレコーディングになった。
  - febbがビートアルバム『BEATS & SUPPLY』をリリース。
- 2017年2月22日、jjjがDOGEAR RECORDSから2ndアルバム『HIKARI』をリリース。
- 2017年3月29日、Febb as Young MasonがVYBE MUSICから2ndアルバム『SO SOPHISTICATED』リリース。
- 2017年5月24日、KID FRESINOがfebbのTwitterにて脱退を発表[10]。
- 2017年10月4日、febbがビートメイカーGRADIS NICEとのジョイントアルバム『L.O.C -Talkin' About Money-』をGRADIS NICE&YOUNG MAS名義でリリース。
- 2018年2月15日、febbが不慮の事故により死去。[11]
- 2025年4月13日、JJJが都内の病院で死去。 Fla$hBackSは事実上、活動を終了した。

## ディスコグラフィー

### EP
| タイトル | リリース日    | 備考                                                   |        |
| -------- | ------------- | ------------------------------------------------------ | ------ |
| FLY FALL | 2013年1月24日 | 「FL$8KS」に先がけフリーEPとして期間限定で配信された。 | [ 12 ] |

### アルバム
| タイトル | リリース日    | レーベル                         |        |
| -------- | ------------- | -------------------------------- | ------ |
| FL$8KS   | 2013年2月13日 | FL$Nation&Cracks Brothers.Co,Ltd | [ 13 ] |

### 参加楽曲
- 「SMILE NOW,DIE LATER (feat. Fla$hBackS)」ONE-LAW『MISTY』(2013年3月20日)
- 「THE WANTED (feat. Fla$hBackS & KIANO JONES)」 B.D. 『BALANCE』 (EMI Records Japan／2013年12月11日)[14]
- 「Stray Cat (feat. Fla$hBackS)」 DJ BEERT & Jazadocument 『THE DOCUMENTARY』 (P-VINE/2014年6月4日)[15]
- 「Who Can (feat. Fla$hBackS)」 KID FRESINO 『Shadin'』 (DOGEAR RECORDS／2014年8月20日)

100枚限定で7inchが発売された。
- 「SpaderS」 Fla$hBackS 『渇き。 -オリジナル・サウンドトラック-』 (2014年12月19日) 映画『渇き。』のDVD&Blu-rayプレミアム・エディションの特典サントラに収録。劇中でも同楽曲は使用された。
- 「Tokyo (Yugata) [feat. Fla$hBackS]」 BES 『UNTITLED』 (GUNSMITH PRODUCTION, BLACK SWAN／2016年4月13日)
- 「2024 (feat. Fla$hBackS)」 jjj 『HIKARI』 (SPACE SHOWER MUSIC／2017年2月22日)